# Karl Friedrich Vollgraff
Karl Friedrich Vollgraff, auch Carl Friedrich Vollgraff (* 4. November 1794 in Schmalkalden; † 5. März 1863 in Marburg) war ein deutscher Jurist und früher Gesellschaftswissenschaftler.

## Leben
Sein Vater war Lyceumslehrer, sein Schwiegervater der Mathematiker Karl Reinhard Müller.
Vollgraff studierte von 1816 bis 1819 in Marburg und Göttingen. Zuvor war er im westfälischen Staatsdienst, dann Advokat und Prokurator in Marburg, und wurde Jurist und Staatsrechtler. 1820 wurde Vollgraff in Marburg Dozent und 1824 Professor für Staatswissenschaften, 1832 für Staatsrecht und Nationalökonomie.
Zunächst widmete er sich dem Studium des deutschen Uradels und dessen Niedergang in den Mediatisierungen und machte sich Gedanken über die Ursachen hierfür – beim römischen Patriziat fand er dasselbe Phänomen. Dennoch war er für eine ständische anstelle der repräsentativen Verfassung. Darin kommt seine sehr rückwärtsgewandte Lebenseinstellung zum Tragen. Vollgraff erregte bald Aufsehen und meist Ablehnung – das Buch über die Täuschungen wurde bald nach Erscheinen 1832 auf dem Marburger Marktplatz öffentlich verbrannt! – durch Werke, in denen er den modernen europäischen Völkern eine Abneigung und Unfähigkeit zum Leben in Großstaaten bescheinigt. Die Revolutionen von 1830 und besonders 1848 bereiteten ihm Sorgen.- All dies hängt zusammen mit seiner Sicht der menschlichen Kultur insgesamt, die er schon in der Antike ideal gipfeln sah: in den Künsten und der Wissenschaft bei den Griechen und in der Staatskunst bei den Römern. Die germanischen und slawischen Völker seit dem Mittelalter hätten hiervon nur mehr einen „schwachen Abglanz“ geboten. Er sah „Kultur“ als etwas an, woran verschiedene Völker zu verschiedenen Zeiten in verschiedener Art und Weise Anteil nähmen.
Auch der sich entwickelnden Technik des Abendlandes stand er bereits abgeneigt gegenüber, der Planet werde rücksichtslos geplündert und ausgeräumt, die Europäer seien offenbar in ihre „Altersphase“ eingetreten und stünden mitsamt der übrigen Menschheit bald am Ende. Was ist die Menschheit? „Ein einziges colossales Ruinenfeld“! Ihre Völker sind entweder (1) längst untergegangen, (2) versklavt, (3) ihrer eigenen Sprache und Kultur beraubt, oder (4) eine durchmischte (d. h. nicht mehr stratifizierte) Mulatten-Gesellschaft. Er kann somit als Vorläufer der Umweltschützer, aber auch als früher Biologist betrachtet werden. Er führt das Recht (ius) zurück auf „das zu tuende Rechte“, und dieses ist für jedes Volk ein anderes, in Abhängigkeit von den natürlichen Lebens-Bedingungen; es gibt auch nicht einmal ein Naturrecht, sondern für jedes Volk ein eigenes.- Wenn man an (dem „Kulturpessimisten“) Oswald Spengler dessen geistige Unabhängigkeit (Unbestechlichkeit) gerühmt hat, so ist Vollgraff (sechzig Jahre früher) diesbezüglich noch viel bewundernswürdiger.
Zitat aus 1854 (II: 781) Goethe [war und ist] der Repräsentant der teutschen konservativen Passivität. Er hasste die französische Revolution, fühlte aber bloß instinktmäßig ihr Verderbliches oder die Gefahren, welche aus ihren doctrinären Verfassungen für ganz Europa hervorgehen mussten, ohne daß er ihnen irgend etwas entgegenzusetzen gewusst hätte [, so dass er] sie daher gewähren ließ.
1854 (II: 947) schreibt er nach einer langen Liste sämtlicher bekannter Völker und Einteilung in Stufen der Kultur (offenbar einer Systematik Lorenz Okens, gegründet auf die antike Temperamentenlehre, angeglichen): Der innere Verfall, das moralische Absterben [von Völkern einer Kulturstufe wie der unseren] versteckt sich durch etwas, was Unkundige und Oberflächliche für ein Zeichen steigende[r Blüte] halten, nämlich durch einen unter Beihilfe einer hohen technischen Industrie-Kultur immer mehr steigenden egoistischen oder Privat-Luxus.
Hans-Joachim Schoeps hat diesen Spätkultur-Idiosynkratiker 1953 als einen „Vorläufer Spenglers“ wiederentdeckt; ein weiterer Jurist als Kulturmorphologe und „-pessimist“ ist Hartmut Piper.- Vollgraff beschäftigte sich erstmals mit Dingen, die heute der Soziologie zugerechnet werden, zu seiner Zeit und noch lange danach aber der Jurisprudenz. Auch zur Ethnologie und Völkerpsychologie ergeben sich Bezüge, ebenso zur Anthropologie und Ethologie (Soziobiologie).
Vollgraff war Mitglied der Freimaurerloge Marc Aurel zum flammenden Stern in Marburg.

## Publikationen
- 1823: Gibt es noch einen hohen teutschen Adel in dem Sinne und Begriffe, den man damit doctrinell bis zur Auflösung des teutschen Reichs verband?. Darmstadt.
- 1824: Die teutschen Standesherren. Gießen.
- 1828: Charakteristik der germanisch-slawischen oder modernen Völker Europas. Gießen.
- ab 1828: Die Systeme der practischen Politik im Abendlande. 4 Bände. Heidelberg.- Unvollendet.
- 1832: Die Täuschungen des Repräsentativsystems. Marburg.
- 1848: Von der über und unter ihr Maaß erweiterten und herabgedrückten Erneuerung in allen Nahrungs- und Erwerbszweigen des bürgerlichen Lebens. Darmstadt.
- 1851–1855: Erster Versuch der Begründung sowohl der allgemeinen Ethnologie aus der Anthropologie wie auch der Staats- und Rechtsphilosophie durch die Ethnologie oder Nationalität der Völker. 3 Bände. Marburg.
  - 1851: Anthropognosie oder zur Kunde des Menschen überhaupt.
  - 1854: Erster Versuch der Begründung der allgemeinen Ethnologie 
  - 1855: Polignosie und Polilogie (oder: Genetische und comparative Rechts- und Staatsphilosophie auf anthropognostischer, ethnologischer und historischer Grundlage).